# Isola Wiener Neustadt
L'isola di Wiener Neustadt in russo Ostrov Viner-Neyshtadt,Остров Винер-Нойштадт)
è un'isola che appartiene alla Terra di Francesco Giuseppe, è situata a nord della Russia.
L'isola ha preso il nome della città di Wiener Neustadt, è stata così denominata dalla Spedizione austro-ungarica al polo nord di Payer-Weyprecht.

## Geografia
L'area dell'isola è di 237 km² ed è quasi completamente coperta dai ghiacci. L'altitudine massima è di 620 m, che è anche l'altitudine massima della Terra di Francesco Giuseppe.
Capo Tirolo è l'estrema punta settentrionale dell'isola e capo Vasiliev quella occidentale. A nord-ovest dell'isola di Wiener Neustadt, separata dal canale di Collinson, si trova l'isola di Ziegler e ad ovest l'isola di Salisbury. A sd-est lo stretto Austriaco la separa dalla Terra di Wilczek.